# Sebu Simonian
Sebu Simonian (født i 1978; armensk: Սեպուհ Սիմոնեան) er en amerikansk singer-songwriter, keyboardist og musikproducer. Han og Ryan Merchant er medlemmer af det amerikanske indiepopband Capital Cities.

## Baggrund
Simonian blev født i Aleppo, Syrien af armensk-libanesiske forældre, hvis forfædre overlevede det armenske folkedrab. Hans forældre var fra Beirut, Libanon, men på grund af en borgerkrig flygtede forældrene og han blev derfor født i Syrien. Simonians forældre vednte tilbage til Libanon, hvor familien boede indtil 1985, men flyttede til USA på grund af borgerkrigen.
Simonian brugte meste af sit barndomsliv i Los Angeles County, Californien. Han var en redaktionel assistent på den engelske sektion af den armenske avis Asbarez. Han blev student fra Glendale High School, og dimitterede senere i musik fra California State University, Northridge.

## Musikkarriere
Simonian startede sit første band da han var 15. I 2004 dannede han og Ryan Welker rockbandet Aviatic.
Simonian mødte Ryan Merchant i 2008 gennem Craigslist, mens han søgte efter et job som musikproducer. Duoen begyndte med at skrive sange til reklamer og til andre bands. Simonian og Merchant dannede bandet Capital Cities i 2010.

## Personlige liv
Simonians lange skæg har fået bemærkelsesværdig opmærksomhed i medierne. Magasinet Rolling Stone opkaldte skægget som det bedste Coachella Valley Music and Arts Festival i 2014, og beskrev det som "frodigt og Rasputin-lignende." Da Simonian blev spurgt, hvorfor han ikke barberede sit skæg, svarede han, at han "bare er doven," og at han betragtede sig selv som en hipster og en anarkist.